# کوین اندرسون (بازیگر)
کوین اندرسون (انگلیسی: Kevin Anderson؛ زادهٔ ۱۳ ژانویهٔ ۱۹۶۰) یک هنرپیشه اهل ایالات متحده آمریکا است. وی از سال ۱۹۸۰ میلادی تاکنون مشغول فعالیت بوده‌است.

## گزیده فیلمشناسی
از فیلم‌ها یا برنامه‌های تلویزیونی که وی در آن نقش داشته‌است می‌توان به آثار زیر اشاره کرد.
- تجارت پرمخاطره (۱۹۸۳)
- یتیم (فیلم ۱۹۸۷) (۱۹۸۷)
- مایل‌ها دور از خانه (۱۹۸۸)
- در کشور (۱۹۸۹)
- خوابیدن با دشمن (۱۹۹۱)
- هوفا (۱۹۹۲)
- مرد عوضی (فیلم ۱۹۹۳) (۱۹۹۳)
- هزار هکتار (۱۹۹۷)
- چشم خدا (فیلم) (۱۹۹۷)
- نورآتش (۱۹۹۷)
- وقتی غریبه‌ها ظاهر شدند (۲۰۰۲)
- تار شارلوت (فیلم ۲۰۰۶) (۲۰۰۶)
- نفرین چاکی (۲۰۱۳)
- بهشت واقعی است (فیلم) (۲۰۱۴)